# Перманганат магния
Перманганат магния — неорганическое соединение,
соль магния и марганцовой кислоты с формулой Mg(MnO4)2,
тёмно-пурпурные кристаллы,
растворяется в воде,
образует кристаллогидраты.

## Физические свойства
Перманганат магния образует тёмно-пурпурные кристаллы.
Растворяется в воде.
Образует кристаллогидрат состава Mg(MnO4)2•6H2O.

## Химические свойства
-->